# Test des étendues de Tukey
En statistique, le test des étendues de Tukey aussi appelé test de Tukey, méthode de Tukey, méthode de Tukey-Kramer ou test DSH (différence significative honnête) de Tukey, nommé d'après John Tukey, est un test statistique permettant d'effectuer une comparaison multiple (en) en une seule étape. Il peut être utilisé dans le cadre d'une ANOVA ou bien sur des données brutes pour évaluer par exemple si des moyennes sont significativement différentes l'une de l'autre.
Il compare toutes les paires de moyenne possibles en se basant sur une loi des étendues studentisées (cette loi est similaire à la loi de Student utilisée dans les tests t).
Ce test ne doit pas être confondu avec le test d'additivité de Tukey ni avec le diagramme de Bland-Altman qui est parfois appelé le test des différences de moyenne de Tukey.